# Giáo hoàng Alexanđê IV
Alexanđê IV (Latinh: Alexander IV) là vị giáo hoàng thứ 181 của giáo hội công giáo.
Theo niên giám tòa thánh năm 1806 thì ông đắc cử Giáo hoàng năm 1254 và ở ngôi Giáo hoàng trong 5 năm 5 tháng 14 ngày. Niên giám tòa thánh năm 2003 xác định ông đắc cử Giáo hoàng ngày 12 tháng 12 năm 1254, ngày khai mạc chức vụ mục tử đoàn chiên chúa là ngày 20 tháng 12 và ngày kết thúc triều đại của ngài là ngày 25 tháng 5 năm 1261.
Giáo hoàng Alexander IV sinh tại Anagni Ý với tên là Rinaldo vào khoảng năm 1185. Ông là cháu của Giáo hoàng Grêgôriô IX. Ông đã được Grêgôriô IX phong làm hồng y năm 1227 rồi sau đó là Hồng y Giám mục Ostia năm 1231. Khi Innocenr IV qua đời, ông được bầu làm Giáo hoàng tại Napôli, ngày 12 tháng 12 năm 1254. Ông được miêu tả là một con người cương quyết, niềm nở và tốt lành, nhưng không đặc biệt xuất sắc.
Ông kế vị Innocent IV với tư cách là người trông coi Conradin, hậu duệ cuối cùng của dòng họ Hohenstaufen; ông hứa bảo vệ ông này. Nhưng ngay sau đó, ông đã lập mưu chống lại ông này và chống đối cả chú ông là Manfred. Ông đe dọa tuyệt thông và cấm chỉ Manfred, vua mới của Apulia và Sicilia nhưng vô ích. Ông cũng không thành công trong việc lôi kéo các vua nước Anh và Nauy vào cuộc thập tự chinh chống triều đại Hohenstaufen.
Rôma lại trở thành một nơi không an toàn đối với Giáo hoàng, vì vậy ngài trốn đến Viterbo. Ông qua đời ở đây năm 1261. Alexander IV phong thánh cho Thánh Claire và ra sắc lệnh nhìn nhận năm dấu thánh trên người Thánh Phanxicô là thật. Đặc biệt, ông chiến đấu chống lại phong trào "Flagellants" (tự hành xác bằng roi), phong trào này đang lan rộng ở Perugia.
Là một người viết nhiều về khoa Luật. Ông ngăn cấm những vụ xét xử sơ sài về vấn đề lạc giáo và loại bỏ "hình phạt đánh đòn". Những dòng hành khất lần lượt ra đời trong thế kỷ XIII: dòng Cứu chuộc (1222); dòng Cát minh (1226); dòng Tôi tớ Đức Mẹ (1233). Giáo hoàng Alexander IV đã quy tụ tất cả các ẩn tu sĩ thành một dòng tu, mang tên dòng ẩn sĩ thánh Âu tinh (1256), gọi tắt là dòng Âu tinh.
Triều Giáo hoàng của ông được đánh dấu bởi những cố gắng thống nhất giữa các giáo hội chính thống và Công giáo, thiết lập Tòa thẩm tra tại Pháp, những ân huệ được ban cho các dòng hành khất và cho những người mưu toan tổ chức các cuộc thập tự chinh chống quân Tartares.